# Chirat-l'Église
Chirat-l'Église là một xã ở tỉnh Allier thuộc miền trung nước Pháp.